# Night Warriors: Darkstalkers' Revenge
Night Warriors: Darkstalkers' Revenge, conocido en Japón como Vampire Hunter: Darkstalkers' Revenge (ヴァンパイア ハンター ダークストーカーズ レベンジ Vanpaia Hantā Dākusutōkāzu Rebenji?), es un videojuego de lucha de 1995 desarrollado y publicado por Capcom para arcades. Es el segundo juego de la serie Darkstalkers, después de Darkstalkers: The Night Warriors (1994). Darkstalkers' Revenge fue portado a la consola doméstica Sega Saturn en 1996 y luego fue seguido por una secuela, Darkstalkers 3 (1997).
En años posteriores, Darkstalkers' Revenge se lanzó como parte de las compilaciones Vampire: Darkstalkers Collection en 2005, Darkstalkers Resurrection en 2013 y Capcom Fighting Collection en 2022.

## Jugabilidad
Night Warriors es un juego de lucha competitivo en 2D con gráficos por computadora. Presenta varios cambios en el sistema de juego de su predecesor, Darkstalkers: The Night Warriors. Uno de estos cambios es la introducción de combos en cadena. Los jugadores también pueden elegir entre un estilo de juego "normal" o uno que ofrezca bloqueo automático.
El cambio principal en Night Warriors es la capacidad del jugador de acumular su barra especial, lo que le permite almacenar más de una barra especial y conservarlas durante toda la partida. En el juego se incluyen dos tipos de Super Moves: ES Specials, que requieren una parte del medidor Special, y EX Specials, que requieren un stock completo del medidor Special para poder ejecutarse.

El juego también presenta dos nuevos personajes jugables, Donovan Baine y Hsien-Ko. Además, los dos jefes del primer juego, Huitzil y Pyron, ahora también son personajes jugables.

## Trama
A pesar de ser considerado una secuela de Darkstalkers: The Night Warriors, Night Warriors: Darkstalkers' Revenge tiene la misma trama y finales que el juego anterior, solo que añade historias y finales a los nuevos personajes y a los jefes (ahora jugables).
Pyron invade la Tierra para añadir a su colección de planetas que ha devorado. Los monstruos más temibles del mundo son la última defensa de la humanidad. Dos cazadores de darkstalkers hacen notar su presencia y se unen a la lucha. Donovan Baine y Hsien-Ko son "Dark Hunters" que están dispuestos a cazar a los otros Darkstalkers del juego (de ahí el título japonés, Vampire Hunter).

## Desarrollo
En comparación con el original Darkstalkers, que utilizaba 128 MB para todos los personajes, Vampire Hunter utiliza 256 MB para los personajes, lo que supone una media de 500 patrones extra para cada personaje.
El anuncio de que un port para Saturn de Night Warriors: Darkstalkers' Revenge se lanzaría en Japón en diciembre de 1995, mientras que la versión para PlayStation del original Darkstalkers todavía no tenía fecha de lanzamiento confirmada, fue recibido con indignación por los propietarios de PlayStation. En diciembre de 1995, los representantes de Capcom explicaron la decisión: "La razón son los problemas que tuvimos al convertir la versión de PlayStation, que no tuvimos con Saturn. Originalmente, el plan era lanzar la versión de PlayStation de Darkstalkers en abril, pero se retrasó, de ahí la decisión de llevar la posterior versión de Vampire Hunter directamente a Saturn. Recibimos la respuesta de los usuarios para lanzar nuestro software lo antes posible, lo cual tenemos que hacer, y también tenemos Darkstalkers 3 preparado para la sala de juegos". 
A diferencia del puerto de PlayStation de Darkstalkers, el puerto de Saturn de Night Warriors: Darkstalkers' Revenge se desarrolló internamente en Capcom; Sin embargo, el personal específico que desarrolló la versión arcade no participó en la conversión del juego a Saturn.

## Lanzamiento
El juego se lanzó originalmente para las salas de juegos japonesas en marzo de 1995. A principios de 1996 se lanzó un port para Sega Saturn en Japón y Norteamérica. En mayo se terminó una versión PAL del port para Saturn, pero el editor europeo, Virgin Interactive Entertainment, optó por no lanzarlo hasta noviembre. Esta versión incluye un "modo apéndice" que permite a los jugadores personalizar los fondos, los colores de los oponentes y la música de fondo entre los habituales y los utilizados en el "Darkstalkers" original.
El juego fue incluido en Vampire: Darkstalkers Collection, una compilación de los cinco juegos arcade Darkstalkers que fueron lanzados en Japón solo para PlayStation 2 en 2005. También fue incluido en una forma remasterizada como parte de Darkstalkers Resurrection de 2013 para PlayStation Network y Xbox Live Arcade, y Capcom Fighting Collection de 2022 para PlayStation 4, Xbox One, Nintendo Switch y PC.

### Medios relacionados
Se lanzaron varios contenidos relacionados con el juego en Japón, entre ellos:
- Libros
  - All About Vampire Hunter (18362-06), un libro guía/de arte publicado por Dempa Shimbunsha como parte de la serie "All About Deluxe" de Studio Bent Stuff.[9]
  - Vampire Hunter (GMC-11), un número especial de la revista "Gamest" de Shinseisha en la serie "Gamest Mook" ("libro de revista").[9]
  - The Vampire Hunter Sega Saturn Manual Ver.1 (ISBN 4-89366-493-X) y The Vampire Hunter Sega Saturn Manual Ver.2 (ISBN 4-89366-505-7), dos guías para la versión de Sega Saturn, escritas por el personal de Famitsu y publicadas por ASCII.[9]
  - Vampire Hunter Perfect Guide (ISBN 4-88199-237-6), una guía de la serie "Gamest Mook" "EX" para la versión de Sega Saturn, publicada por Shinseisha.[9]
  - Mystery of Vampire Hunter, libro de ensayo sobre la historia de fondo y el entorno escrito en coautoría por Gamest y Capcom.
  - Vampire Hunter: Midnight Elegy, una novela escrita por Rei Isaki y publicada por Famitsu.
  - Endless Spring y Witch of the Crimson Moon, Dos novelas paralelas escritas por Akihiko Ureshino y publicadas por Gamest.
- Libros de historietas
  - Vampire Hunter: Darkstalkers' Revenge, una colección de manga de dos volúmenes de historias cortas de Takeshi Fujita, publicada por Gamest Comics.
  - Vampire Hunter Comic Anthology (ISBN 4-88199-186-8) y Vampire Hunter Comic Anthology Vol.2 (ISBN 4-88199-206-6), dos antologías de historias cortas manga de la serie Gamest Comics, creadas por diferentes artistas y publicadas por Shinseisha.[9]
  - Vampire Hunter: Darkstalkers' Revenge (Amusement Anthology Series 17 & 18), colección de dos mangas de historias cortas publicadas por Hobby Japan Comics.
  - Vampire Hunter y The Darkness Heroine's Revenge, dos antologías de manga de la serie Shounen Oh Comics de Hinotama Game Comics.
  - Vampire Comic, una antología de manga de ASCII Comix.
  - Vampire Hunter: Darkstalkers' Revenge, una antología de manga de la serie Super Game Comic Anthology de SoftBank.
  - Vampire Hunter: Darkstalkers' Revenge, una antología de manga de Sony Magazines Comics.
  - Vampire Hunter (ISBN 4-88199-194-9 and ISBN 4-88199-261-9), una adaptación de manga en dos partes de Takeshi Fujita, publicada por Shinseisha.[9]
  - Vampire Hunter 4-Koma Ketteiban (ISBN 4-88199-183-3), una colección de manga yonkoma de Gamest publicada por Shinseisha.[9]
  - Vampire Hunter, un manga yonkoma publicado por Hinotama Game Comics en su serie 4-Koma Gag Battle.
  - Vampire Hunter, un manga yonkoma publicado por Futabasha en su serie 4-Koma Kingdom.
- Otro
  - Vampire Hunter Gaiden ~ Donovan The Wanderer of Destiny (VICL-8152), un CD de drama publicado por Victor Entertainment.
  - Vampire Hunter Darkstalker's Revenge (ISBN 4-88199-192-2), una guía combinada de videos VHS de Shinseisha.[9]
  - Dance Revolution Vol. 1: Vampire Hunter (VOCR-5011), un álbum de remezclas lanzado por MEM Records y distribuido por BMG Victor.
  - Vampire Hunter: Darkstalkers' Revenge Arcade Gametrack (SRCL-3197~8), una banda sonora original de dos CD lanzada por Sony Records.

Vampire Hunter: The Animated Series es una miniserie de anime de cuatro partes de 1997-1998 basada en el juego y realizada por Madhouse Studios en asociación con DR Movie. Fue lanzada en Occidente como Night Warriors: Darkstalkers' Revenge. En Japón, el anime en sí recibió una novelización de dos volúmenes escrita por Makoto Takeuchi.

## Recepción
En Japón, Game Machine incluyó a Night Warriors: Darkstalkers' Revenge en su número del 15 de abril de 1995 como el segundo juego arcade de mayor éxito del mes.
Un crítico de Next Generation afirmó que los gráficos han mejorado "drásticamente" con respecto al original Darkstalkers, y que el nuevo sistema de movimientos especiales añade un elemento estratégico al juego y lo salva de ser un mero remake del original. Concluyó que "Night Warriors no es innovador, pero lo importante es que está muy bien hecho".
La versión de Sega Saturn de Night Warriors: Darkstalkers' Revenge recibió críticas positivas tras su lanzamiento. VideoGames llamó al juego "una compra obligada para los fanáticos de las peleas y los propietarios de Saturn". Game Informer lo describió como un "luchador verdaderamente único" debido a su sistema de juego, considerado inusual para un juego de lucha en 2D, y agregó que el juego es "definitivamente asombroso de ver" debido a su animación "sobresaliente" y "realmente espectacular". GameFan lo llamó "uno de los mejores juegos de lucha de Capcom hasta la fecha", con "posiblemente la mejor animación en un juego de lucha casero hasta ahora" (solo rivalizado por Samurai Shodown III para el Neo Geo CD), describiéndolo como "una traducción asombrosa, y una gran mejora sobre X-Men" y "una exclusiva de Saturn que debes tener". Los cuatro críticos de Electronic Gaming Monthly lo describieron como "una traducción casi perfecta" y elogiaron la variedad de personajes, aunque sintieron que el juego era bastante antiguo en comparación con otros juegos de lucha arcade recientes de Capcom. Rad Automatic de Sega Saturn Magazine lo llamó de manera similar "prácticamente arcade perfecto" y elogió la variedad de personajes mientras cuestionaba si era tan bueno como otros juegos de lucha Saturn recientes de Capcom. Un crítico de Next Generation comentó que el juego se diferencia con éxito de otros juegos de lucha en 2D de Capcom gracias a sus macabros diseños de personajes y sus conjuntos de movimientos adecuados. Añadió: "Lo divertido de Night Warriors es el hecho de que puede pasar cualquier cosa. El éxito de la serie reside en el hecho de que cada personaje tiene una serie de maniobras retorcidas que llevan la acción a todo tipo de extremos, y sin embargo, ese maravilloso elemento de estrategia similar al ajedrez sigue siendo perfectamente aplicable al juego". En un artículo publicado en GamePro, Major Mike afirmó que el juego no es tan profundo como el reciente Street Fighter Alpha, pero que lo compensa con sus espectaculares espectáculos visuales y controles sencillos. También calificó la conversión de Saturn de los gráficos, el audio y los efectos visuales como impecable, y comentó que "si Capcom sigue así, las salas de juego podrían desaparecer". Daniel Jevons, de Maximum, también dijo que con la opción de animación completa activada, "tienes una copia fotograma a fotograma, píxel a píxel, del juego de monedas, hasta los músculos ondulantes de Victor y los reflejos de luz en la armadura de Phobos". Elogió los personajes imaginativos del juego, el equilibrio perfecto, el innovador sistema de movimientos especiales y la gran cantidad de técnicas, y lo resumió como un punto intermedio entre la precisión y la profundidad de Street Fighter Alpha y el brillo y la accesibilidad de X-Men: Children of the Atom.

En 2010, Robert Workman lo clasificó como el quinto mejor juego de lucha en 2D jamás creado, "gracias a su magnífica animación, su divertida jugabilidad tradicional en 2D y su alineación de personajes ridículamente genial". En una revisión retrospectiva, Jon Thompson de AllGame lo llamó "uno de los mejores juegos de lucha disponibles en casa". Sin embargo, Arcade Recall de ScrewAttack criticó a Night Warriors por tener pocos cambios y adiciones en comparación con el Darkstalkers original. Rich Knight y Gus Turner de Complex lo incluyeron en su lista de los 25 mejores juegos de lucha en 2D de todos los tiempos en 2013.